# Майкл Рівз
Майкл Рівз (англ. Michael Reaves; 14 вересня 1950 — 20 березня 2023) — американський письменник-фантаст, сценарист анімаційних фільмів. У 1993 році отримав премію «Еммі» за сценарій до анімаційного серіал «Бетмен: Анімаційні серії». Письменник хворів хворобою Паркінсона, через що в останні роки йому вадко писати, тому з 2004 року він працює переважно у співавторстві.

## Життєпис

### Романи
- Dragonworld (з Байроном Прайссом) (1979)
- Darkworld Detective (1981[1])
- Hellstar (з Стівом Перрі) (1984[2])
- The Shattered World (1984)
- Dome (з Стівом Перрі) (1987)
- The Burning Realm (1988[3])
- The Omega Cage (з Стівом Перрі) (1988)
- Street Magic (1991[1])
- Night Hunter (1995)
- Thong the Barbarian Meets the Cycle Sluts Of Saturn (з Стівом Перрі) (1998)
- Voodoo Child (1998)
- Hell On Earth (2001[1]) (Book I of The Trine)
- Mr. Twilight (з Маєю Катрін Бонгофф) (2006) (Book II of The Trine)
- Batman: Fear Itself (з Стівеном-Елліотом Альтманом) (2007[4])

Із всесвіту Зоряних війн
- Дарт Мол: Темний месник // Darth Maul: Shadow Hunter (2001)
- Зірка смерті // Death Star (з Стівом Перрі) (2007)
- Темні ігри // Shadow Games (з Маєю Катрін Бонгофф) (2011)
- Останній джедай // The Last Jedi (з Маєю Катрін Бонгофф) (2013)

Серія Ночі Корусканта // Coruscant Nights
- Занепад джедаїв // Jedi Twilight (2008)
- Вулиця тіней // Street of Shadows (2008)
- Моделі Сили // Patterns of Force (з Маєю Катрін Бонгофф)[5] (2009)

Серія MedStar
- MedStar I: Battle Surgeons (з Стівом Перрі) (2004)
- MedStar II: Jedi Healer (з Стівом Перрі) (2004)

Серія Young Adult
- I, Alien (1978)
- Sword of the Samurai (1984[6][7]) (part of the Time Machine series)
- InterWorld (2007[8]) (з Нілом Ґейманом)
- Срібні сни // The Silver Dream (2013[9]) (з Нілом Ґейманом та Мелорі Рівз)
- Eternity's Wheel (з Нілом Ґейманом та Мелорі Рівз)

### Антології
- Тіні над Бейкер-стріт // Shadows Over Baker Street (2003) (співредактор)
- Нічні люди // The Night People (2005) (письменник)

## Оповідання
- The Breath of Dragons (1973)
- Passion Play (1974)
- The Century Feeling (November 1974)
- The Sound of Something Dying (1976)
- Amber Day (1977)
- Love Among the Symbionts (1977)
- The Big Spell and The Maltese Vulcan (1977)
- Shadetree (1978)
- Werewind (1981)
- The Tearing Of Graymare House (1983)
- The Night People (1985)
- The Way Home (with Steve Perry) (1991)
- Catspaw (1992)
- Elvis Meets Godzilla (1994)
- Red Clay (2001) (у збірці «Діти Ктулгу» // The Children of Cthulhu)
- House Of The Vampire (2003)
- The Adventure Of The Arab's Manuscript (2003)
- Keep Coming Back (2003)
- The Legend Of The Midnight Cruiser (2003)
- Undeadsville (2004)
- Spider Dream (2005) (у Lost on the Darkside)

## Сценарії

### До мультфільмів
- Бетмен майбутнього // Batman Beyond
- Бетмен: Анімаційні серії // Batman: The Animated Series
- Чорна зоря // Blackstar
- Центуріони // Centurions
- Конан і юні воїни // Conan and the Young Warriors
- Кров дракона // Dragon's Blood
- Підземелля драконів // Dungeons & Dragons
- Ґарґульї // Gargoyles
- Ґодзілла // Godzilla: The Series
- Хі-Мен і володарі всесвіту (1983-1985) // He-Man and the Masters of the Universe
- Хі-Мен і володарі всесвіту (2002) // He-Man and the Masters of the Universe (2002)
- Вторгнення в Америку // Invasion America
- Мій маленький поні // My Little Pony
- Нові пригоди Хі-Мена // The New Adventures of He-Man
- Пітер Пен і пірати // Peter Pan and the Pirates
- Справжні мисливці за привидами // The Real Ghostbusters
- Смурфики // The Smurfs
- Космічні вартові // Space Sentinels
- Непереможна Людина-павук // Spider-Man Unlimited
- Spiral Zone
- Зоряні війни: Дроїди // Star Wars: Droids
- Зоряні війни: Евоки // Star Wars: Ewoks
- Черепашки Ніндзя // Teenage Mutant Ninja Turtles
- Трансформери // The Transformers

### Серіали
- Секрети Ізіди // The Secrets of Isis, одна серія (1975)
- Шазам! // Shazam!, одна серія (1976)
- Бак Роджерс у 25 столітті // Buck Rogers in the 25th Century (1977)
- The Twilight Zone, дві серії (1986–89)
- Зоряний шлях: Наступне покоління // Star Trek: The Next Generation, одна серія (1987)
- Пандора // Pandora, пілотний проект (1987)
- Капітан павер і солдати майбутнього // Captain Power and the Soldiers of the Future, три серії (1987—1988)
- Зоряні бігуни // Star Runners, пілотний епізод (1988)
- Монстри // Monsters, чотири серії (1988—1990)
- Болотна тварюка // Swamp Thing, одна серія (1990)
- Флеш // The Flash, одна серія (1990)
- Таємниці отця Давлінга // Father Dowling Mysteries, три серії (1990—1991)
- Молодий Геркулес // Young Hercules, одна серія (1999)
- Вир світів // Sliders, одна серія (1999)